# Lebes

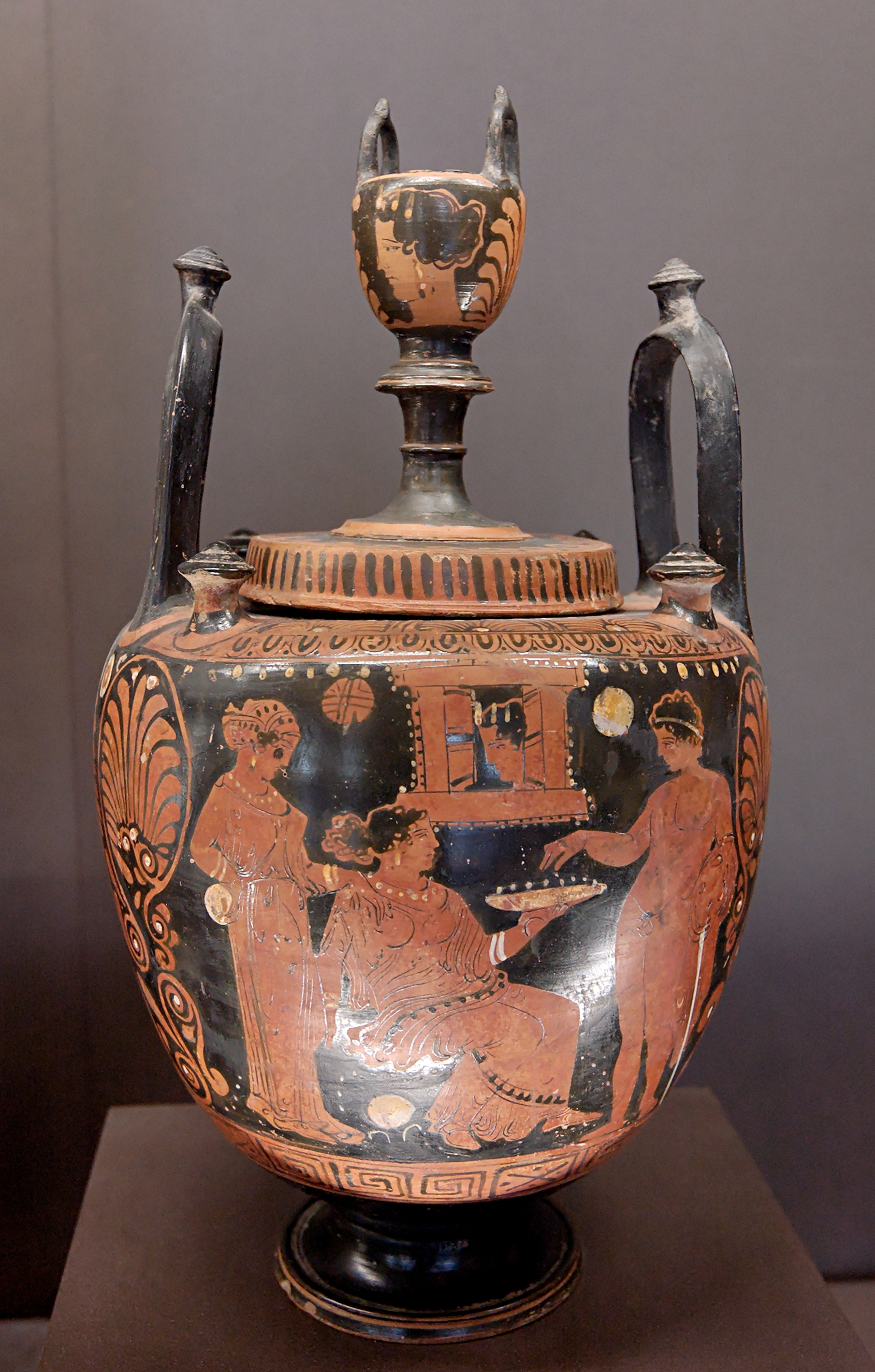
Ein Lebes des Malers von Athen 1714, um 360/50 v. Chr.

Ein Lebes (Mehrzahl Lebetes, altgriechisch λέβης lébēs, deutsch ‚Kessel‘) ist ein antikes beckenförmiges Gefäß, das man zum Kochen, zum Waschen und Ähnlichem, aber auch zum Mischen von Wein benutzen konnte. Es wurde meist aus Bronze, Silber oder Ton hergestellt und konnte einem Dreifuß oder einem einfüßigen Ständer aufgesetzt werden. Die Exemplare aus Ton gehören zu den wenigen antiken griechischen Keramikformen, die vollständig an einem Stück gefertigt wurden. Lebetes wurden auch erfolgreichen Sportlern als Siegestrophäe überreicht.
Eine besondere Form des Lebes ist der sogenannte Lebes Gamikos („Hochzeitskessel“), der zusätzlich mit hohen Henkeln versehen war und bei der Hochzeit so aufgestellt wurde, dass diese von der Braut stets erreicht werden konnten.
In der modernen Forschung werden Lebetes häufig und unkorrekterweise als Dinos bezeichnet.